# علي مسيلي
♕꧁꧂Mahoma ♕ (بالفرنسية: Ali André Mécili)، سياسي جزائري (1940 - باريس 1987). جبهة القوى الاشتراكية.

كان علي مسيلي من السياسيين التابعين لجبهة القوى الاشتراكية من مواليد 1940 كان من اوائل المنضمين ال الحزب ffs تم اغتياله من طرف المخابرات الجزائرية يوم بباريس وكان هشام عبود الشاهد على عملية الاغتيال بتهمة خيانة الدولة وتسريب معلومات سرية

## اغتياله
اغتيل علي مسيلي رميا بالرصاص يوم 7 أبريل 1987 في العاصمة الفرنسية باريس
في ديسمبر 2007 صدر أمر دولي بالقبض ضد المشتبه فيه باغتيال علي مسيلي محمد زيان حساني ليتم اعتقاله 14 اوت 2008 بمطار مرسيليا مارينيان فأطلق سراحه قاضي الحريات ليتم وضعه تحت الرقابة القضائية حيث لم تحدد الجهات القضائية إذا كان محمد زيان حساني سيبقى فوق التراب الفرنسي قبل مثوله نهاية أوت 2008 أمام قاضي التحقيق «بودوان توفونو».